# Yōzei
Yōzei (陽成天皇, Yōzei-tennō, 2 janvier 867 – 23 octobre 949) est le cinquante-septième empereur du Japon, selon l'ordre de succession traditionnel. Son règne s'étend du 876 jusqu'à 884.

## Généalogie
Yōzei est le fils aîné de l'Empereur Seiwa. Sa mère est Fujiwara no Takakiko (sœur cadette d'oudaijin Fujiwara no Motosune), aussi connu sous le nom Nijo-no kisaki. Il porte avant son avènement au trône le nom personnel de Sada-akira (惟喬親王).

## Biographie

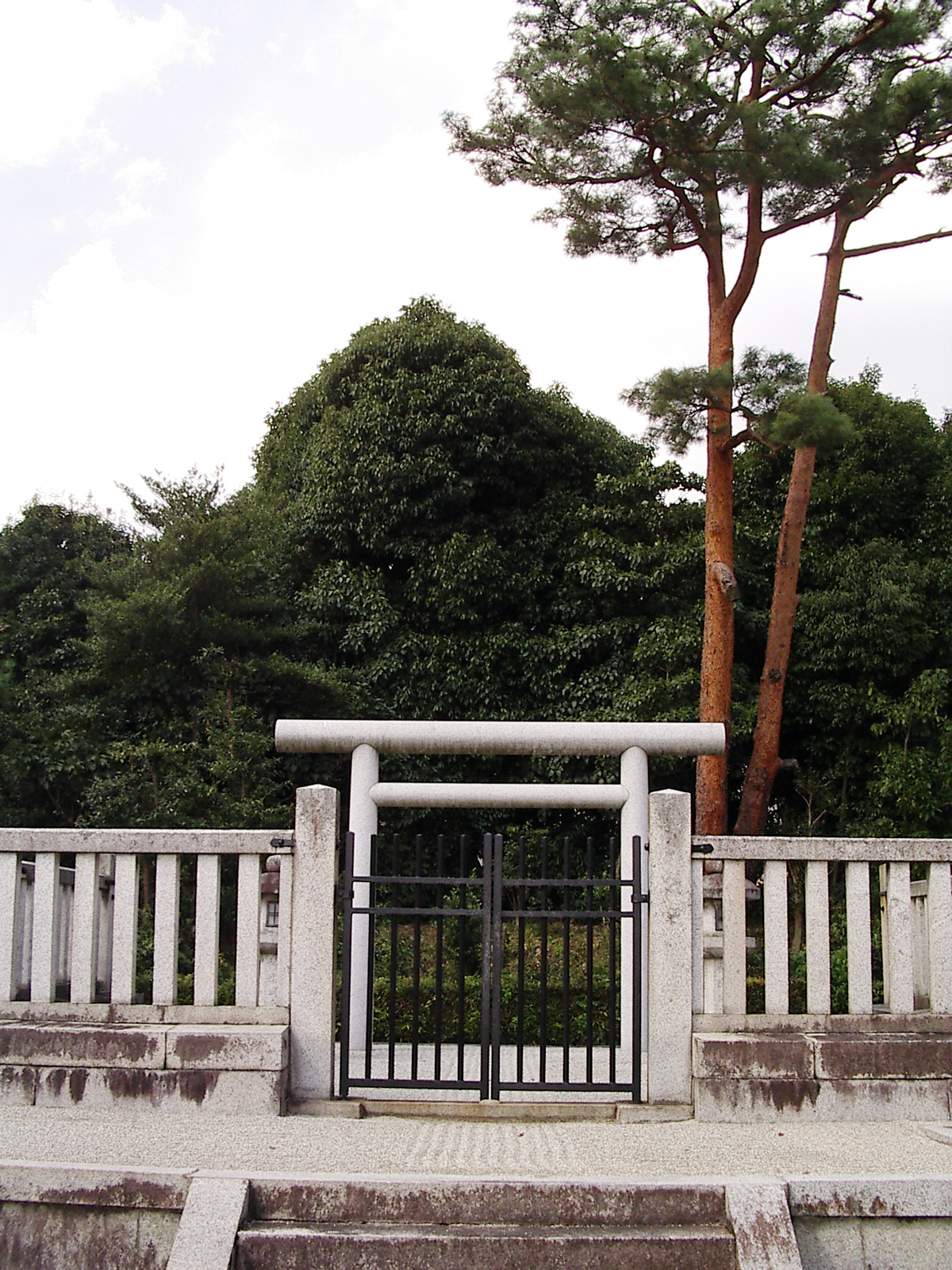
Tombe de l'empereur Yōzei à Kyōto.

En 876, son père, l'empereur Seiwa, abdique soudainement et Yōzei est mis sur le trône à sa place. Fujiwara no Mototsune devient sesshō (régent) du jeune empereur. Il garde ce titre jusqu'en 880 quand il devient daijō-daijin.
Yōzei règne jusqu'à sa déposition en 884, et l'oncle de son père le remplace sur le trône sous le nom d'empereur Kōkō.
Selon de très rares informations des archives impériales, venant de sources telles que le Rikkokushi et le Nihon Sandai Jitsuroku, la raison de cette destitution est un meurtre commis par l'empereur sur un de ses vassaux. De nombreux hauts officiels de la cour considérant l'acte de Yōzei comme dépassant les limites de l'acceptable, il le forcent donc à se retirer du trône.
En effet, la société japonaise de l'époque Heian est très sensible aux problèmes de « pollution » spirituelle et personnelle. La mort (et spécialement le fait de tuer des gens ou des animaux) était le pire acte de pollution possible et nécessitait des jours d'isolement afin de se purifier. Dans la mesure où l'empereur était une figure divine liée aux déités, une pollution d'un degré si extrême commise par la source la plus élevée était vue comme extrêmement ruineuse.
Dans le Jinnō Shōtōki, Kitabatake Chitafusa raconte l'histoire du règne de l'empereur Yōzei. Cet historien et philosophe du XIVe siècle nous offre une analyse shintoïste. Selon lui, cet empereur était imprévisible parce qu'il était incapable d'être souverain. Quand Fujiwara no Mototsune fut convaincu que l'empereur était indigne de régner, Yozei fut démis discrètement—détrôné effectivement. Mototsune était prêt à se sacrifier pour la tranquillité de l'empire, mais ne rencontra par la suite que l'ingratitude de la cour.

### L'ère Jōgan
- Jōgan 10 (869) : Naissance de Sada-akira-shinnō ; il deviendra héritier ou kōtaishi l'année suivante[4].
- Jōgan 18, le 29e du 11e mois (18 décembre 876): L'empereur Seiwa abdique, et son fils accepte le fardeau d'avènement au trône (le senso)[5].
- Jōgan 19 (877) : Sada-akira accède au trône officiellement (le sokui); et le nengō changeront, commémorant le commencement du règne d'un nouveau souverain[6].

### L'ère Gangyō
- Gangyō gannen (元慶元年) ou Gangyō 1, le 3e du 1 mois (877): L'empereur nouveau n'étant âgé que de 8 ans, et Fujiwara no Mototsune exerça la fonction de régent[7].
- Gangyo 1, le 2e mois (877) : Des ambassadeurs du royaume coréen de Baekje arrivent dans la province d'Izumo (雲国, Izumo-no kuni?), d'où ils sont renvoyés chez eux[4].
- Gangyo 1, le 6e mois (877) : Il règne une grande sécheresse; on offre alors des sacrifices aux dieux Hachiman, Kamo, et autres des temples de la province d'Ise, afin d'obtenir de la pluie[4].
- Gangyo 1, le 11e mois (877) : L'empereur fait le pèlerinage Daï sió yè[8]
- Gangyo 1, le 12e mois (877) : On bâtit le temple Gangyō-ji[9].
- Gangyō 2 (878): Le 9e mois, il y a un tremblement de terre terrible dans le Kanto.
- Gangyō 4 (880): L'ancien empereur Seiwa meurt âgé de 31 ans; et son image est placée parmi les kami—les dieux bienfaisants[10].
- Gangyō 7, le 1er mois (883): Un ambassadeur de Bokkai, nommé Faï-teï, arriva dans la province de Kaga; et Yōzei le fit venir le 4e mois à Miyako. Faï-teï étant très savant, ils s'entretinrent sur l'histoire ancienne, la littérature et la poésie[10].
- Gangyō 7, le 5e mois (883): L'empereur donna à Faï-teï une fête à la cour. Il y eut des courses des chevaux et des tirs à l'arc; puis il le renvoya dans son pays[10].
- Gangyō 7, le 11e mois (883): Yōzei commença à gouter l'exercice du cheval. Il entretint un grand nombre de chevaux à la cour. Il faisait constamment des courses. Il admit beaucoup de gens du peuple en sa présence, et contracta leurs habitudes grossières. Mototsune, qui en fut informé, vint au palais, et chassa Ono-no Kiyokazu, ainsi que d'autres qui étaient toujours avec l'empereur. Depuis ce temps, Yōzei resta presque toujours seul. Quelquefois il faisait jeter des grenouilles aux serpents pour les voir avaler par ces reptiles, ou bien il prenait plaisir à faire combattre des chiens avec des singes. Bientôt, ses amusements devinrent plus dangereux. Il tuait de sa main des criminels, et chassait à coups de sabre ceux qui osaient lui adresser des représentations l'adjurant de se détourner d'une pareille conduite. Mais il ferma l'oreille à toutes ses remontrances[11].
- Gangyō 8, le 1er mois (884): Les habitudes extravagantes de Yōzei augmentèrent. Mototsune, étant venu à la cour, fut témoin que, pour se divertir, l'empereur faisait monter des gens sur des arbres, et ordonnait de les percer à coups de lance jusqu'à ce qu'ils tombassent morts à terre. Alors, Mototsune se convainquit que ce prince était indigne de régner plus longtemps, et se servit du stratagème suivant pour le déposer. Il alla au palais, et lui dit qu'il devait être ennuyé de se trouver toujours seul, et lui promit de l'amuser par une course de chevaux. Yōzei, charmé de cette proposition, le pria de fixer le jour où cette course aurait lieu. Il fut convenu que ce serait le 4e du 2e mois. Ce jour-là, l'empereur sortit en voiture. Mototsune fit aussitôt occuper les portes par une forte garde, et envoya l'empereur au palais Yo seî-in à Ni zio. Il lui déclara que sa démence le rendait incapable de régner, et qu'il était détrôné. Yōzei pleura beaucoup, ce qui excita la compassion de tout le monde. On lui donna le titre de Daijō-tennō.  Il n'avait alors que 17 ans. Mototsune était très hautain; mais le grand pouvoir dont il abusait, fit trembler tous les grands de la cour. Plusieurs eurent à se repentir d'avoir voulu lui résister[12].

L'empereur était souvent malade. Il n'avait régné que huit ans, tout en moins d'un seul nengō, en l'ère Gangyō.

### Kugyō(公卿?)
- Empereur Yōzei (陽成天皇?, r. 877-884) -- kugyō de Yōzei-tennō
  - Sesshō, Fujiwara no Mototsune (藤原基経?, 877-880)
  - Kampaku, Fujiwara no Mototsune (藤原基経?, 880-884)
  - Daijō-daijin, Fujiwara no Mototsune (藤原基経?, 880-891)
  - Sadaijin, Minamoto no Tooru (源融?, 872-895)
  - Udaijin, Fujiwara no Matotsune (藤原基経?, 872-880)
  - Udaijin, Minamoto no Masaru (源多?, 882-888)

## Ères du règne de Yōzei-tennō
- Ère Jōgan (貞観?, 859-877)
- Ère Gangyō (元慶?, 877-885)